# Johann Schirmbrand
Johann Schirmbrand (* 16. März 1968 in München) ist ein deutscher Karambolagespieler und Weltmeister in der Disziplin Dreiband.

## Karriere
Im Alter von 12 Jahren begann Schirmbrand beim Billard-Sportverein München mit dem Billardspiel. Bald darauf stellten sich die ersten Erfolge ein: Bayrischer und Deutscher Jugendmeister. Im Alter von 17 Jahren gab er 1985 sein Bundesliga-Debüt, als jüngster Spieler überhaupt. Während seiner Spielzeit in München gewann Johann Schirmbrand viele Titel: 3× Deutscher Meister, Deutscher Pokalsieger und 18-facher Bayrischer Meister in verschiedenen Disziplinen.
Die ersten internationalen Erfolge ließen nicht lange auf sich warten: 1994 3. Platz und dann 1997 Sieger der Dreiband-Weltmeisterschaft für Nationalmannschaften mit Christian Rudolph als Partner.
Zurzeit lebt Schirmbrand in Berlin und spielt für den Erstligisten BC München. Daneben ist er Double, Trainer und Berater für Billardszenen beim Film.

## Saison 2013/14
Nach einer längeren Durststrecke meldete sich Schirmbrand mit einer guten Leistung bei der Deutschen Dreiband-Meisterschaft 2013 zurück und zeigte dort, dass er immer noch zu den besten deutschen Spielern gehört. Im Finale musste er sich allerdings dem Überraschungsfinalisten Christos Christodoulidis aus München mit 40:32 geschlagen geben. Es ist seine zweite Vizemeisterschaft nach 2001. Auch bei den Weltcups hatte er sich in den letzten Jahren rar gemacht. Beim fünften Weltcup 2013 im ägyptischen Hurghada spielte er sich durch drei Qualifikationsrunden in die Endrunde.

## Erfolge
- Dreiband-Weltmeisterschaft für Nationalmannschaften: Sieger 1997 • Dritter 1994
- German Grand Prix (Einzelsieg): Sieger 1993/2, 1993/5, 2000/1, 2001/1, 2005/3  • Zweiter 1993/4, 2001/3, 2001/4, 2002/2, 2005/5[3]
- German Grand Prix (Gesamtsieg): Sieger 1994, 2001[3][4]
- Deutsche Dreiband-Meisterschaften: Zweiter 2001, 2013 • Dritter 2011[5]
- Deutsche Meisterschaft der Junioren (Freie Partie): Zweiter 1982, 1983[6]
- German Dreiband Masters: Zweiter: 2014